# Delfín Gaspar

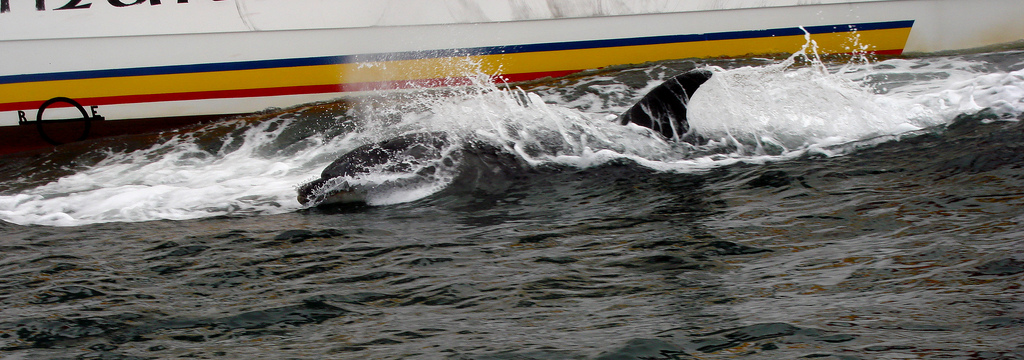
El delfín Gaspar siguiendo una embarcación.

Gaspar, también conocido como  Jean Copo'h, es un delfín mular adulto macho de más de tres metros de largo y 400 kg de peso que apareció al puerto de Ribadeo (provincia lucense) a finales del año 2007, y que fue apadrinado por Raquel López gracias a sus modestas aportaciones mensuales, después de haber sido observado unos días antes por pescadores cerca de las islas Cías. Desde entonces, el delfín vive en libertad en aguas costeras de Galicia y el norte de Portugal. Coincidiendo con la Noche de Reyes, el día 5 de enero del 2008 se le dio el nombre de Gaspar, en recuerdo al Rey Rubio.
Los expertos en animales marinos que han estudiado a Gaspar creen que su comportamiento es poco habitual, puesto que parece preferir la compañía de los humanos a la otros ejemplares de su especie. Según algunos científicos, esto se podría deber al hecho que hubiera sido echado de manera violenta de su grupo de delfines. Esta teoría se ve apoyada por varias cicatrices que podrían ser el resultado de enfrentamientos violentos con otros delfines.
Con las personas, Gaspar es un animal sociable a quien le gusta jugar. Disfruta siguiendo las embarcaciones, especialmente si tienen un motor a turbina, y juega con los nadadores. Esto trajo problemas cuando los buzos profesionales que trabajaban por los astilleros del puerto de Vigo reclamaron que el cetáceo fuera transferido a otro lugar o a un acuario, después de que Gaspar hubiera arrastrado a seis metros de profundidad un buzo que estaba soldando bajo el agua. La Junta de Galicia rechazó esta posibilidad, argumentando que el delfín solo quería jugar y que no presenta una actitud agresiva. Por otro lado, mover el delfín a aguas abiertas solo sería una solución temporal, puesto que era probable que volviera; y moverlo a un acuario no sería bueno para el bienestar del animal. Por eso, la Junta recomendó precaución a los buzos durante sus inmersiones, y pidió a la gente que no alimentara el delfín para que no se sintiera todavía más atraído por los humanos.

## Origen

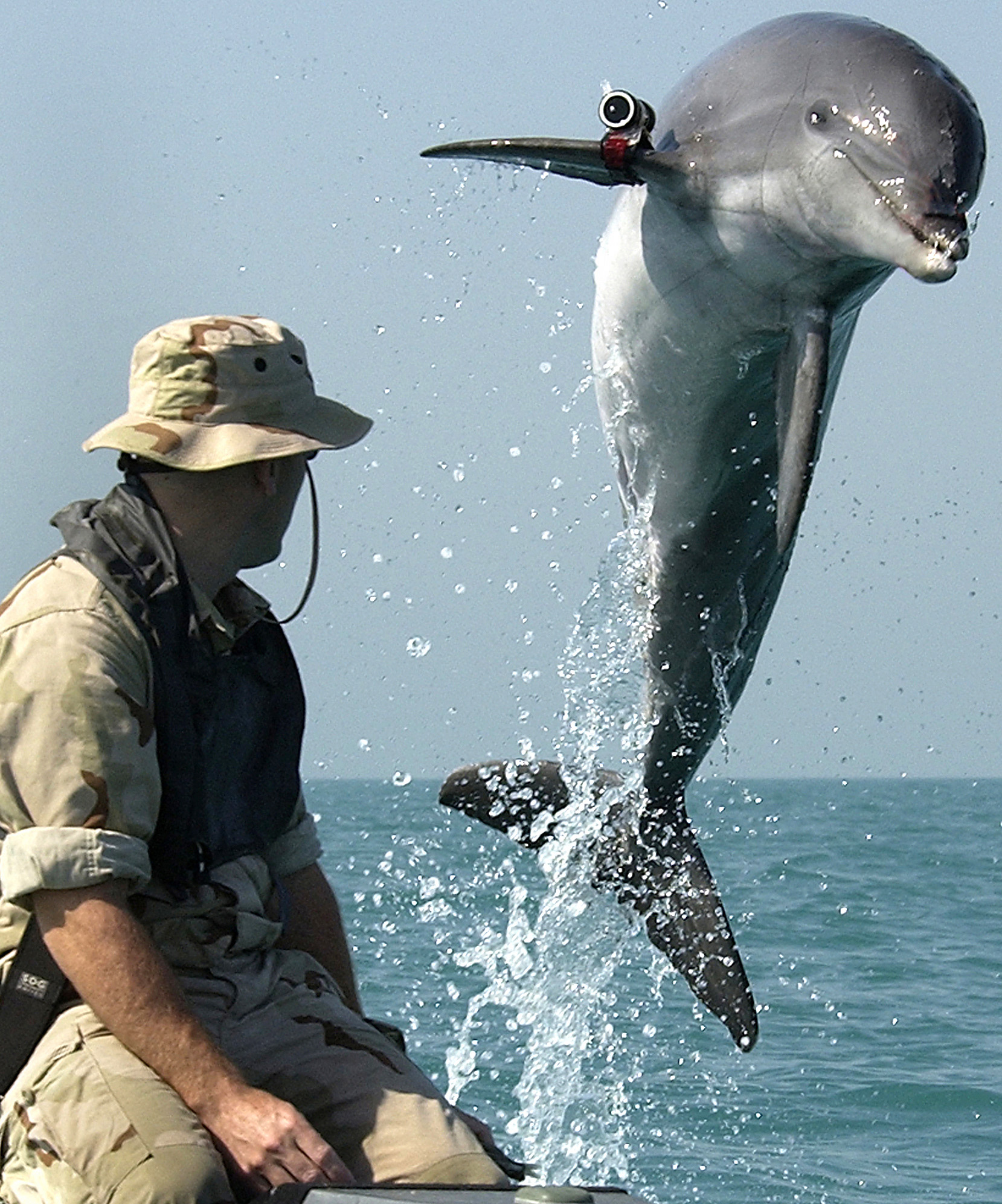
Los ejércitos de mar de los Estados Unidos y de la Unión Soviética han entrenado delfines con fines militares. Aquí, un delfín mular denominado K-Dog realiza tareas de detección de minas en el golfo Pérsico.

La particular actitud de Gaspar y las características de su comportamiento hacen pensar que, antes de llegar a aguas gallegas, podría haber sido entrenado en cautividad con fines militares. El director técnico del Grupo de Rescate y Estudio de los Mamíferos Marinos de Galicia (GREMMG), Antonio Rodríguez Folgar, explicó que desde hace muchos años se entrenan delfines para que patrullen anchas zonas de costa, actuando en cierto modo como "guardacostas".
Una de las hipótesis es que Gaspar habría sido entrenado en el marco del programa de adiestramiento militar de delfines de los Estados Unidos. La Armada de los Estados Unidos, que cuenta con unos 75 delfines adiestrados, a los cuales supuestamente enseña a realizar tareas como por ejemplo el reconocimiento de embarcaciones enemigas, detección de minas, ataques contra buzos enemigos, ayudar buzos amigos en dificultades, y hundir submarinos enemigos por medio de tácticas kamikaze. La Armada tiene centros de entrenamiento en Florida. En el año 1998, el paso del huracán Mitch devastó la región y provocó importantes daños a los centros de adiestramiento, permitiendo que la práctica totalidad de los delfines que se encontraban quedaran en libertad. 
Esta hipótesis ganó bastante cuando expertos en mamíferos marinos mostraron al delfín señales utilizadas por los adiestradores militares, y Gaspar reconoció perfectamente a la mayoría. Aun así, esta hipótesis no se puede confirmar, puesto que la Armada de los Estados Unidos rehúsa dar información sobre sus programas de entrenamiento de mamíferos marinos, por razones de secretismo militar, pero también porque este tipo de adiestramiento es muy criticado por los grupos en favor de la protección de los animales. Las únicas declaraciones de la Armada al respeto son para desmentir que se entrenen delfines para atacar humanos o para destruir embarcaciones.
Otra teoría, apoyada por las múltiples cicatrices y por las señales que trae Gaspar al cuerpo, es que Gaspar habría sido expulsado de manera violenta de su grupo de delfines. Un punto a favor de esta hipótesis es que, a principios de agosto del 2008, un grupo de unos 35 delfines mulars llegaron a la zona de Bayona, donde se supone que Gaspar entró con contacto; después de este episodio, Gaspar apareció con varios cortes al hocico, cosa que indicaría que había sido rechazado de nuevo. Aun así, esta teoría por sí sola no explicaría el comportamiento inusual de Gaspar, puesto que los machos de delfín mular viven a menudo en solitario o en grupos de dos o tres. Si nunca se unen a un grupo más grande, solo lo hacen por un periodo de tiempo corto.

## Comportamiento
Uno de los comportamientos más típicos de su especie que presenta Gaspar es seguir las estelas de las embarcaciones con que se encuentra. Es capaz de hacerlo a gran velocidad; en una ocasión, fue capaz de seguir de bien cerca una lancha del Servicio de Vigilancia Aduanera que navegaba entre Villagarcía de Arosa y Riveira, logrando una velocidad de entre 42 y 60 nudos (78-111 km/h).
También le gusta el contacto humano, por lo cual intenta jugar con los nadadores y los buzos que se encuentran a su alrededor. En enero del 2008 empezó a atraer a la gente, que iba cada día a verlo a la playa. Gaspar aprendió a visitar el club náutico de Ribadeo durante las mañanas y durante las tardes, que es cuando había más gente con quién relacionarse. Cuando alguien le lanzaba una boya, se ponía a jugar. Cómo que la legislación actual en España prohíbe nadar con los delfines o con otros mamíferos marinos, las autoridades de Galicia intentaron desanimar la gente de bañarse o de relacionarse con el cetáceo por medio de la imposición de multas. En abril del 2008, un grupo de gallegos intentaron rodar un documental sobre Gaspar, y acabaron pagando un total de siete multas: una por grabar imágenes del animal sin haber pedido el permiso correspondiente, una por bañarse en aguas del puerto de Ribadeo, y cinco más por haber perturbado un animal protegido.
Probablemente debido al alto nivel de ruido marino de la región en que vive, Gaspar no permanece mucho tiempo en el mismo lugar y va moviéndose de un punto al otro de la costa galaicoportuguesa. Se acercó a la costa por primera vez en diciembre del 2007 a Ribadeo, una población del este de Galicia que limita con el Principado de Asturias. Seguidamente se movió a Bayona, casi al otro extremo de Galicia. Viajó todavía más al sur hasta Guarda y llegó a Portugal, donde pasó un tiempo a Leixõse. Después volvió a Bayona, desde donde llegó a la ría de Vigo con una herida al hocico y un corte desde la boca hasta la mejilla, lesiones que podrían haber sido el resultado de un enfrentamiento violento con un grupo de delfines mulares que también se encontraban cerca de Bayona durante aquellos días.
Algunos buzos se han quejado porque dicen que los juegos del delfín han puesto en peligro su seguridad mientras llevaban a cabo actividades submarinas; el 8 de julio, varios buzos estaban trabajando para la empresa Consamar cuando el delfín supuestamente embistió uno con el hocico y cogió a otro con una aleta, arrastrándolos unos cuantos metros. A pesar de que los buzos quedaron sanos y salvos, se asustaron, y decidieron suspender sus inmersiones porque no sabían como actuaría el delfín. Junto con el GREMMG, los buzos exigieron a la Consejería de Medio Ambiente de Galicia que tomara medidas para mover al delfín Gaspar a un nuevo lugar. La semana siguiente, la Junta de Galicia rechazó esta posibilidad, negando que el delfín tenga intenciones hostiles y afirmando que es un animal curioso que lo único que quiere es jugar. También señaló que ni mover el delfín a mar abierto ni moverlo a un acuario parecen soluciones viables; en el primer caso, el delfín podría volver a la costa en poco tiempo, mientras que llevarlo a un acuario podría perjudicar el bienestar del animal. Aun así, el comportamiento del delfín puede representar un problema de seguridad aunque no tenga una actitud agresiva, puesto que es muy insistente a la hora de llamar la atención de los nadadores y no siempre sabe medir bien su fuerza, por lo cual podría provocar lesiones sin querer. Los pescadores de las comarcas pontevedresas y O Morrazo también se han quejado de que el delfín les ha roto las redes u otras herramientas de trabajo.